# Le Cirque fantastique
Pour plus de détails, voir Fiche technique et Distribution.
Le Cirque fantastique (titre original : The Big Circus) est un film américain réalisé par Joseph M. Newman, sorti en 1959.

## Synopsis
Après son désaccord avec les frères Borman, Hank Whirling crée son propre cirque. Mais, à cause des pluies, sa première saison désastreuse l’oblige à souscrire de gros emprunts. Son banquier lui impose une attachée de presse également conceptrice publicitaire pour relancer les affaires.
Lors d’un déplacement vers les chutes du Niagara, le train du cirque Whirling déraille. Mama Colino, équilibriste vedette, est tuée dans l’accident. Puis les incidents se succèdent. Trop nombreux pour être fortuits. Les frères Borman tenteraient-ils d’éliminer un concurrent ? 

## Fiche technique
- Titre original : The Big Circus
- Titre français : Le Cirque fantastique
- Réalisation : Joseph M. Newman
- Scénario : Irwin Allen, Charles Bennett et Irving Wallace
- Photographie : Winton C. Hoch
- Son : Conrad Kahn
- Montage : Adrienne Fazan
- Musique : Paul Sawtell et Bert Shefter
- Producteur : Irwin Allen
- Société de production : United Artists
- Société de distribution : United Artists
- Pays de production :  États-Unis
- Genre : Drame
- Format : Couleur  (Technicolor) - 35mm - 2,35:1 (CinemaScope) - son mono
- Durée : 108 minutes
- Dates de sortie :
  - États-Unis, France : 16 décembre 1959
- Version française réalisée par la Société parisienne de sonorisation (SPS) ; adaptation : René Lucot

## Distribution
- Victor Mature  (V.F. : Claude Bertrand) : Henry Whirling
- Red Buttons  (V.F. : Roger Dumas) : Randy Sherman
- Rhonda Fleming (V.F. : Claire Guibert)  : Helene Harrison
- Kathryn Grant  (V.F. : Michele Bardollet) : Jeannie Whirling
- Vincent Price  (V.F. : Jean-Henri Chambois)  : Hans Hagenfeld
- Peter Lorre (V.F. :  Raymond Rognoni)  : Skeeter
- David Nelson : Tommy Gordon
- Gilbert Roland  (V.F. : André Valmy)  : Zach Colino
- Adele Mara  (V.F. : Lita Recio)  : Mama Colino
- Steve Allen : lui-même
- Howard McNear : M. Lomax
- Charles Watts (V.F. : Pierre Morin)  : le banquier
- Nesdon Booth (V.F. : Yves Brainville)  : Jules Borman
- James Nolan (V.F. : Jean Berger) : le lieutenant de police

## Critiques
« Du cirque avec des numéros spectaculaires, dont la traversée des chutes du Niagara sur un fil de fer, des péripéties dramatiques comme la fuite d'un fauve, l'incendie du chapiteau ; le jeu des artistes, le métier des acrobates et l'excellente qualité des truquages font un tout qui donne un film de bonne récréation. »

— Répertoire général des films 1960